# Nipponorgarypus enoshimaensis
Nipponorgarypus enoshimaensis is een bastaardschorpioenensoort uit de familie van de Olpiidae. De wetenschappelijke naam van de soort is voor het eerst geldig gepubliceerd in 1955 door Morikawa.